# Meggyesfalvi negyed
A Meggyesfalvi negyed (románul Cartierul Mureșeni) Marosvásárhely egyik városrésze. A város nyugati részén található a Dózsa György út (E60-as út) mentén. Érdekessége, hogy az egyik (déli) felét tömbházak (főként 4 és 10 emeletes panelházak), míg a másik (északi, Maros felőli) felét csak házak alkotják. A lakótelep nem tévesztendő össze a közigazgatásilag sokáig önálló, majd a városhoz csatolt faluval, Meggyesfalvával.

## Oktatási Intézmények
- Emil A. Dandea Iskolaközpont (volt Ipari Kémiai Líceum)
- Traian Vuia Iskolaközpont
- Serafim Duicu Gimnázium
- 9-es Számú Óvoda

## Egyházközségek
- Árpád-házi Szent Erzsébet plébánia (V.)
- Meggyesfalvi Református Egyházközség (VI.)
- Meggyesfalvi Román Ortodox Egyházközség (V.)

## Bevásárlóközpontok
A Meggyesfalvi negyed a város Kolozsvár felőli határáig nyúlik el, ezért a kihasználatlan telkeken a rendszerváltást követő időszakban a terjeszkedő áruházláncok üzleteket nyitottak. Itt, a Dózsa György úton nyílt meg a város első bevásárlóközpontja, a Metro, amit követett 2007-ben a plázával, hipermarkettel és barkácsáruházzal rendelkező European Retail Park.

## Lásd még
- Meggyesfalva

## Külső hivatkozások
- Római katolikus plébánia honlapja